# Giles Gilbert Scott

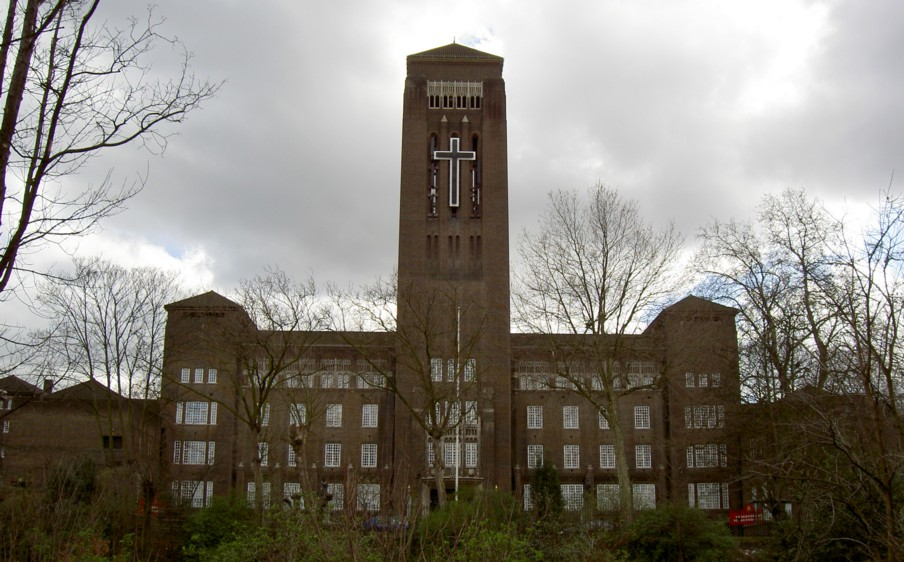
William Booth Memorial Training College, del Ejército de Salvación, en Champion Park, Londres. Obra de Giles Gilbert Scott en 1930.

Giles Gilbert Scott (9 de noviembre de 1880 – 8 de febrero de 1960) fue un arquitecto inglés conocido por su trabajo en edificios como la Catedral de Liverpool y la Planta de Energía Eléctrica de Battersea. Procedía de una familia de famosos arquitectos, pues era hijo de George Gilbert Scott (junior) y nieto de Sir George Gilbert Scott, sobrino de John Oldrid Scott y hermano de Adrian Gilbert Scott. La tradición siguió tras él, pues fue padre del también arquitecto Richard Gilbert Scott. Scott es recordado especialmente por ser capaz de combinar exitosamente el estilo neogótico con el estilo moderno.

## Familia
Nació en Londres, y fue el tercer hijo de George Gilbert Scott (junior) quien fue declarado perturbado mental cuando Giles tenía apenas tres años, esto ocasionó que conociera solo muy brevemente a su padre. En 1889 la herencia de uno de sus tíos lo convirtió en dueño de una granja en Hollis Street, cerca de Ninfield en Sussex. Fue allí donde su madre lo llevó para escapar de las ocasionales violencias a la que era sometida por su perturbado esposo.
Scott fue enviado al Beaumont College (colegio público jesuita) por recomendación de su padre, no por alguna condición educacional especial, sino porque admiraba los edificios del colegio, obra de J. F. Bentley. Pasaba sus feriados paseando en bicicleta en Sussex observando la arquitectura de las iglesias de la zona. No obstante, la familia Scott era mayoritariamente de confesión católica.

## Calificación como arquitecto
Su madre decidió que sus hijos Giles y Adrian debían convertirse en arquitectos, por lo que fueron inscritos (1899) para estudiar los siguientes tres años junto al ya famoso arquitecto Temple Lushington Moore. Moore, que había sido pupilo del padre de Giles, trabajaba en terreno, mientras que Giles trabajó mejor en la oficina, esto le permitió desarrollar un estilo arquitectónico propio, surgido del estudio de los diseños de su padre, a quien llegó a considerar prácticamente un genio, con un trabajo muy superior al de su abuelo (apreciación no compartida por la mayoría de los críticos arquitectónicos).

## Catedral de Liverpool

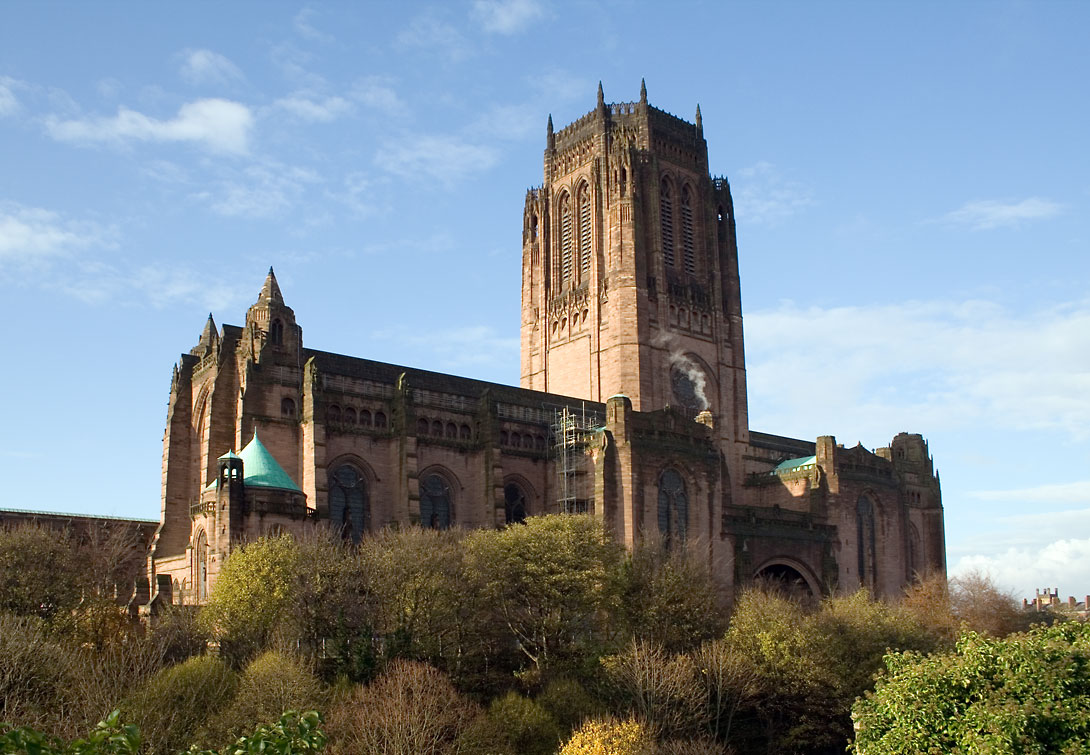
Catedral Anglicana de Liverpool, vista desde el Norte.

Scott fue ampliamente reconocido por su trabajo en la Catedral de Liverpool. Cuando se anunció el concurso para el diseño de la 'Catedral del siglo veinte' en 1902, él empezó a trabajar diseñando en su casa de Battersea durante sus tiempos libres. Se sorprendió al ser uno de los cinco arquitectos seleccionados para una "segunda vuelta" del concurso, y se sorprendió aún más cuando lo ganó, en 1903. La elección de Scott sorprendió también a cercanos y extraños debido a su juventud (en esos momentos contaba con 22 años), su falta de experiencia (había diseñado sólo unas cuantas residencias privadas) y su religión (la catedral era para la Iglesia de Inglaterra, y Scott era practicante católico).